# مطياف رسم خريطة الأوزون الكلية

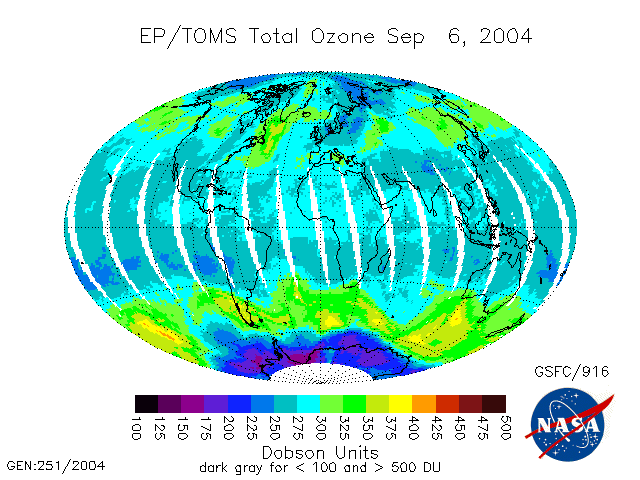
قرب الأوزون من العالم في 6 سبتمبر 2004، بواسطة تومس-إي بي

مطياف رسم خرائط الأوزون الكلي (بالإنجليزية: Total Ozone Mapping Spectrometer، يُعرف اختصارًا بـ TOMS) هي أداة ساتلية تابعة لوكالة ناسا تُعتبر مطياف لقياس كمية أو تركز الأوزون الكلي في عمود رأسي من الغلاف الجوي. ومن الأقمار الصناعية التي تحمل هذا المطياف:
- نيمبوس 7؛ أطلق 24 أكتوبر 1978. عمل حتى 1 أغسطس 1994. أداة المطياف المحمولة رقم 1.
- نيزك 3-5؛ أطلق 15 أغسطس 1991. عمل حتى ديسمبر 1994. كان أول وآخر قمر صناعي سوفيتي يحمل أداة أمريكية الصنع. أداة المطياف المحمولة رقم 2.
- أديوس الأول؛ أطلق في 17 أغسطس 1996. عمل حتى 30 يونيو 1997. تم قطع المهمة بسبب فشل المركبة الفضائية.
- مسبار تومس الأرض؛ انطلق في 2 يوليو 1996. عمل حتى 2 ديسمبر 2006. أداة المطياف المحمولة رقم 3.
- كويك تومس؛ أطلق في 21 سبتمبر 2001. عانى الإطلاق من الفشل ولم يدخل المدار.[1]